# Феттерман, Уильям
Уи́льям Джадд Фе́ттерман (англ. William Judd Fetterman; 1833 ? — 21 декабря 1866) — офицер армии США, участник Гражданской войны и войны Красного Облака.

## Биография
Предположительно Уильям Феттерман родился в городе Нью-Лондон, штат Коннектикут. Его отец, немецкого происхождения, был военным офицером. С началом Гражданской войны Феттерман вступил в армию северян в звании первого лейтенанта. После окончания войны он остался в армии и был назначен капитаном второго батальона 18-го пехотного полка армии США и направлен в форт Фил-Кирни.

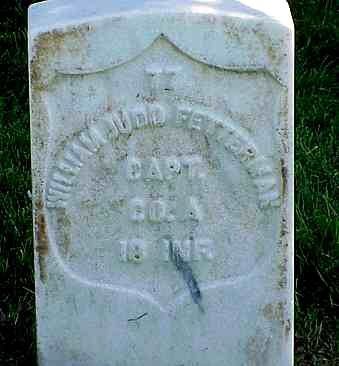
Надгробная плита Уильяма Феттермана на Национальном военном кладбище.

В начале 1860-х годов Джон Бозмен нашел новый путь на золотые прииски Монтаны, который проходил через индейские земли и по нему двинулись караваны переселенцев и золотоискателей. Наплыв белых людей привёл к военному конфликту и перерос в войну, названную войной Красного Облака. Феттерман заявлял неоднократно, что с сотней солдат он уничтожит всех враждебных индейцев. 21 декабря 1866 года он, во главе отряда из 80 человек, был послан отогнать индейцев лакота, арапахо и шайеннов от форта. Проигнорировав приказ, Феттерман погнался за небольшим конным отрядом индейцев и попал в ловушку, был окружён огромным количеством индейских воинов. Бой продолжался около полчаса и хотя индейцы были вооружены в основном луками и стрелами, из американцев никто не спасся. Впервые в индейских войнах на Великих Равнинах был полностью уничтожен такой большой отряд американской армии. Это событие шокировало США и было названо Резнёй Феттермана.
В 1867 году был основан новый военный пост, названный в честь погибшего капитана Форт-Феттерман. Останки Уильяма Феттермана были перезахоронены на Национальном военном кладбище на территории Национального мемориального комплекса «Литл-Бигхорн батлфилд» в штате Монтана.